# Preislied
Der Ausdruck Preislied bezeichnet in der germanischen Dichtung ein Einzellied, das von Sängern im Wechselgesang am Fürstenhof dargeboten wurde. Im Preislied wurde einer entweder zeitnah verstorbenen oder gegenwärtigen adeligen Person emphatisch und idealisierend gehuldigt.
Preislieder sind in der altnordischen Skaldik überliefert. Ob das althochdeutsche Ludwigslied zum Preislied oder zum Fürstenpreis zu zählen ist, wird in der Forschung konträr bewertet. Als älteste Form, beziehungsweise genauer als eine Vorform des Preislied werden die Liedern der Germanen über den vermutlich zum Heros verklärten Arminius betrachtet, über die Tacitus Ende des 1. Jahrhunderts berichtet.

## Skaldik
Die skaldischen Gattungen flokkr und drápa werden als „Preislied“ bezeichnet.
Es handelt sich dabei um Gedichte, welche für und über einen Herrscher angefertigt wurden. Sie huldigten ihm entweder direkt, beispielsweise in einer Beschreibung seiner militärischen Erfolge, seiner menschlichen und politischen Vorzüge, oder mittels der Beschreibung eines Gegenstands, der mit dem Herrscher in enger Verbindung steht. Die Ragnarsdrápa des Bragi Boddason ist ein solches Preisgedicht der letztgenannten Kategorie, in Form einer Schilddichtung.
Der skaldischen Dichtungsweise entsprechend sind die Rühmungen selbst sehr stereotyp, was im Extremfall dazu führen kann, dass sich ohne historisch konkrete Details (beispielsweise eine bestimmte Schlacht oder Ortsdaten) kaum ersehen lässt, welcher Herrscher das Objekt der Huldigung ist.

### Drápa
Die drápa (die Etymologie ist nicht gesichert, der Begriff wurde früher mit altnordisch dráp – „Schlacht“ in Verbindung gebracht) ist ein kunstvolles Preisgedicht. Sie steht gewöhnlich im dróttkvætt-Metrum. Drei Teile werden unterschieden:
- die Einleitung (upphaf)
- der Mittelteil mit Refrains (stefjubálkr)
- der Schluss (slœmr)

Als die aufwendigste Form der skaldischen Preisdichtung ist die drápa gerade für höhere Adelige und vor allem Könige die passende Gattung.
Eine spezielle Art dieser Preisdichtung ist die erfidrápa, die sich auf einen bereits verstorbenen Fürsten bezieht. Im deutschsprachigen Raum wird sie manchmal auch „Erblied“ genannt. Hallfreðr Vandræðaskáld verfasste zwei drápur auf Olaf Tryggvason. Von diesen fällt das zweite Preislied, die Erfidrápa Ólafs Tryggvasonar in die Kategorie Erblied.

### Flokkr
Beim flokkr („Schar“, „Haufen“), der auch unter der Bezeichnung visur („Strophen“) auftritt, handelt es sich um ein Preisgedicht in Form einer eher losen Aneinanderreihung von Strophen ohne weitere strukturelle Verzierungen.
Gesellschaftlich gesehen stellt der flokkr eine Art der Preisdichtung dar, die einem niedrigen Fürsten angemessen war. Für einen hohen Herrscher, oder gar einen König, wurde ein solches Werk allerdings als Beleidigung angesehen. Eine entsprechende Episode findet sich in der Heimskringla, wo der vom Skalden Þórarinn loftunga mit einem flokkr bedachte König Knut jenem den Tod für den nächsten Tag androht, sollte der Dichter bis dahin nicht eine drápa auf ihn verfasst haben. Hätte Þórarinn dies nicht bewerkstelligt (und obendrein auf sehr effiziente Weise – er komponierte nämlich nicht ein komplett neues Gedicht, sondern fügte nur die zur drápa fehlenden Refraine hinzu), so wäre er gestorben – gehängt, wie Knut sagte, „für seine Unverschämtheit“.

### Sozialer Aspekt der skaldischen Preisdichtung
In der eben erwähnten Episode zeichnet sich eine gesellschaftliche Funktion der Preisdichtung – so weit man dem Realismus von durch den Autor geformten Sagaberichten vertrauen kann – deutlich ab: Die öffentliche Würdigung (vor dem Gefolge) und die Bedeutung formaler Kriterien weit vor inhaltlichen Feinheiten. Gerade dies ist ebenfalls eines der Kennzeichen der Skaldik, die sich nicht als naturalistisch, sondern ornamental versteht.
Der Kunstverstand König Knuts mag dabei etwas zweifelhaft erscheinen, da sich der Herrscher mit den erwähnten, quasi minimalen Änderungen zufriedengibt. Andererseits hatte skaldische Preisdichtung an Fürstenhöfen generell wenig mit dem heutigen oder gar dem romantischen Kunstbegriff zu tun, sondern sie war ein Teil des höfischen Zeremoniells. Und von diesem wurde erwartet, dass es keine falschen Signale aussandte – was die „Würdigung“ eines Herrschers mit einem den niedrigeren Schichten angemessenen Werk unweigerlich bedeutet hätte.
Das skaldische Preisgedicht erfüllt somit neben der künstlerischen auch eine wichtige politische und soziale Funktion in der mittelalterlichen Gesellschaft Nordeuropas.